# Виборчий округ 106
Виборчий округ 106 — виборчий округ в Луганській області, частина якого внаслідок збройної агресії на сході України тимчасово перебуває під контролем терористичного угруповання «Луганська народна республіка», а тому вибори в цій частині не проводяться. В сучасному вигляді був утворений 28 квітня 2012 постановою ЦВК №82 (до цього моменту існувала інша система виборчих округів). Окружна виборча комісія цього округу розташовується в будівлі Сєвєродонецької міської ради за адресою м. Сєвєродонецьк, бульв. Дружби народів, 32.
До складу округу входять місто Сєвєродонецьк, частина міста Кадіївка (південно-східна частина міста), частина Попаснянського району (окрім населених пунктів Голубівка, Золоте, Гірське, Тошківка і Новотошківське і територій навколо них та міста Попасна). Округ складається із двох окремих частин, які не межують між собою. Виборчий округ 106 межує з округами 107, 112 і 113 на півночі, з округом 113 на північному сході, з округами 114, 112 і 107 на сході, з округом 112 і 108 на південному сході, з округом 108 на півдні та з округом 46 на південному заході, на заході і на північному заході. Виборчий округ №106 складається з виборчих дільниць під номерами 440393-440396, 440398-440421, 440424, 441162-441232, 441249-441251, 441258-441260 та 441262.

## Народні депутати від округу
| Ім'я                           | Фото | Партія           | Скликання | Дата набуття повноважень | Дата припинення повноважень |
| ------------------------------ | ---- | ---------------- | --------- | ------------------------ | --------------------------- |
| Кунченко Олексій Петрович      |      | Партія регіонів  | 7-ме      | 12 грудня 2012           | 27 листопада 2014           |
| Бакулін Євген Миколайович      |      | Опозиційний блок | 8-ме      | 27 листопада 2014        | 29 серпня 2019              |
| Кузнєцов Олексій Олександрович |      | Слуга народу     | 9-те      | 29 серпня 2019           |                             |

## Результати виборів

### Парламентські

#### 2019
На парламентських виборах 2019 року виборчий округ №106 відзначився унікальним випадком коли кандидат-двійник все ж таки спрацював. Перемогу отримав кандидат від Слуги народу Олексій Кузнєцов із 21.49% голосів, друге місце посів самовисуванець Юрій Фурман із 19.37% голосів. Однак Андрій Фурман, двійника Юрія Фурмана, отримав 3.44% голосів, яких якраз і не вистачило Юрію Фурману. Якби не двійник, Юрій Фурман цілком можливо міг би отримати 19.37% + 3.44% = 22.81% голосів, що вивело б його на перше місце.

Кандидати-мажоритарники:
- Кузнєцов Олексій Олександрович (Слуга народу)
- Фурман Юрій Анатолійович (самовисування)
- Черниш Валерій Сергійович (Опозиційна платформа — За життя)
- Москаль Геннадій Геннадійович (самовисування)
- Шатілов Дмитро Геннадійович (самовисування)
- Жебський Олег Васильович (самовисування)
- Строкань Володимир Володимирович (Опозиційний блок)
- Фурман Андрій Леонідович (самовисування)
- Зарецький Сергій Вікторович (самовисування)
- Ахрамєєв Павло Олександрович (самовисування)
- Адаменко Ірина Олександрівна (самовисування)
- Пригеба Григорій Валентинович (Радикальна партія)
- Голтишов Михайло Миколайович (Європейська Солідарність)
- Нікітіна Олена Миколаївна (Батьківщина)
- Бережной Олександр Анатолійович (самовисування)
- Боголій Інна Вікторівна (самовисування)
- Воропаєв Олександр Геннадійович (самовисування)
- Якушев Станіслав Ігорович (самовисування)
- Полюхович Тетяна Анатоліївна (самовисування)

#### 2014
Кандидати-мажоритарники:
- Бакулін Євген Миколайович (Опозиційний блок)
- Івонін Михайло Володимирович (самовисування)
- Самарський Сергій Вікторович (самовисування)
- Шахов Сергій Володимирович (самовисування)
- Івонін Валентин Роландович (Сильна Україна)
- Єфіменко Євгеній Олегович (Блок Петра Порошенка)
- Пєнзов Олександр Федорович (Батьківщина)
- Любар Ігор В'ячеславович (Радикальна партія)
- Бражник Дмитро Євгенович (самовисування)
- Воропаєва Ірина Анатоліївна (самовисування)
- Артеменко Валентина Федорівна (самовисування)
- Бугаєнко Олег Сергійович (самовисування)
- Калюжна Ольга Миколаївна (самовисування)
- Попов Кирило Миколайович (самовисування)
- Борисович Олександр Степанович (самовисування)
- Серпокрилов Святослав Віталійович (самовисування)
- Янчук Захар Леонідович (самовисування)
- Вербова Ніна Володимирівна (самовисування)
- Даценко Вікторія Дмитрівна (самовисування)
- Ворончихіна Наталія Сергіївна (самовисування)
- Онікієнко Ольга Андріївна (самовисування)
- Перепелиця Євген Анатолійович (самовисування)
- Даценко Олег Валентинович (самовисування)
- Лисак Ярослав Сергійович (самовисування)
- Мачужак Анатолій Іванович (самовисування)
- Половнікова Анастасія Дмитрівна (самовисування)
- Горбаток Михайло Михайлович (самовисування)
- Ліманська Ірина Борисівна (самовисування)
- Дух Володимир Богданович (самовисування)
- Царенко Микола Павлович (самовисування)
- Лінська Олена Петрівна (самовисування)
- Пожарський Сергій Петрович (самовисування)
- Гришунін Євген Дмитрович (самовисування)
- Міллер Лев Ілліч (самовисування)
- Полуботько Артем Михайлович (самовисування)
- Куляс Роман Анатолійович (самовисування)
- Кусова Раїса Іванівна (самовисування)
- Грішова Світлана Василівна (самовисування)
- Прихід Євгеній Григорович (самовисування)
- Гуреля Агнесса Анатоліївна (самовисування)

#### 2012
Кандидати-мажоритарники:
- Кунченко Олексій Петрович (Партія регіонів)
- Фурман Юрій Анатолійович (самовисування)
- Беркут Ігор Віталійович (Велика Україна)
- Корчагін Павло Петрович (Комуністична партія України)
- Шахов Сергій Олександрович (Україна — Вперед!)
- Самарський Сергій Вікторович (Батьківщина)
- Сідєльнікова Галина Анатоліївна (УДАР)
- Шевчук Вячеслав Анатолійович (Радикальна партія)
- Карацуба Павло Васильович (самовисування)
- Казаков Олег Іванович (самовисування)
- Грицишин Геннадій Андрійович (самовисування)
- Казаков Сергій Вікторович (самовисування)
- Комчадалов Євгеній Євгенович (самовисування)
- Хітько Ірина Сергіївна (самовисування)
- Припотень Володимир Юрійович (Соціалістична партія України)
- Луговцов Олексій Сергійович (самовисування)

## Явка
Явка виборців на окрузі: